# Forpus xanthops
Il pappagallino facciagialla (Forpus xanthops Salvin, 1895) è un uccello della famiglia degli Psittacidi.

## Descrizione
È il più grande del suo genere, 14 cm di taglia; verde carico sulle parti superiori, ampia maschera facciale gialla con linea blu dietro l'occhio; petto e ventre giallo-verdi, groppone e remiganti blu, becco bruno e zampe rosate, ha iride bruna. La femmina si differenzia per il groppone azzurro e le remiganti screziate di verde.

## Distribuzione
Il suo areale è limitato a una ristretta zona del Perù. È un pappagallino in pericolo di estinzione; raro ma presente in cattività.

## Biologia
Vive in un areale ristrettissimo, nella savana e nelle boscaglie aperte e secche, tra i 600 e i 1700 metri.